# Coup d'État de 1980 en Guinée-Bissau
Notes
Aucune victime signalée.

Le coup d'État de Guinée-Bissau en 1980 était le coup d'État militaire sans effusion de sang qui a eu lieu en Guinée-Bissau le 14 novembre 1980, dirigé par le Premier ministre, le général João Bernardo Vieira.
Ce coup a conduit à la destitution du président Luís Cabral (demi-frère du leader anticolonial Amílcar Cabral ), qui occupait le poste depuis 1973, alors que la guerre d'indépendance du pays était toujours en cours.

## Conséquences
Le général João Bernardo Vieira annonce la création du Conseil révolutionnaire, qui exerce tous les pouvoirs exécutifs et législatifs du pays. Une lutte de pouvoir se développe  entre João Bernardo Vieira et Victor Saúde Maria, Premier ministre et vice-président du Conseil révolutionnaire, seul membre civil du corps. Ce dernier est contraint à l'exil au Portugal en mars 1984. Deux mois plus tard, une nouvelle Constitution est promulguée, proclamant João Bernardo Vieira président et ramenant le pays à un régime civil.
João Bernardo Vieira lui-même est déposé pendant la guerre civile de 1998-1999 et exilé au Portugal en juin 1999 ,. Il revient au pays en 2005  et est élu à la présidence. Il dirige le pays jusqu'à son assassinat par un groupe de soldats le 2 mars 2009,,.

## Effets sur les relations avec le Cap-Vert

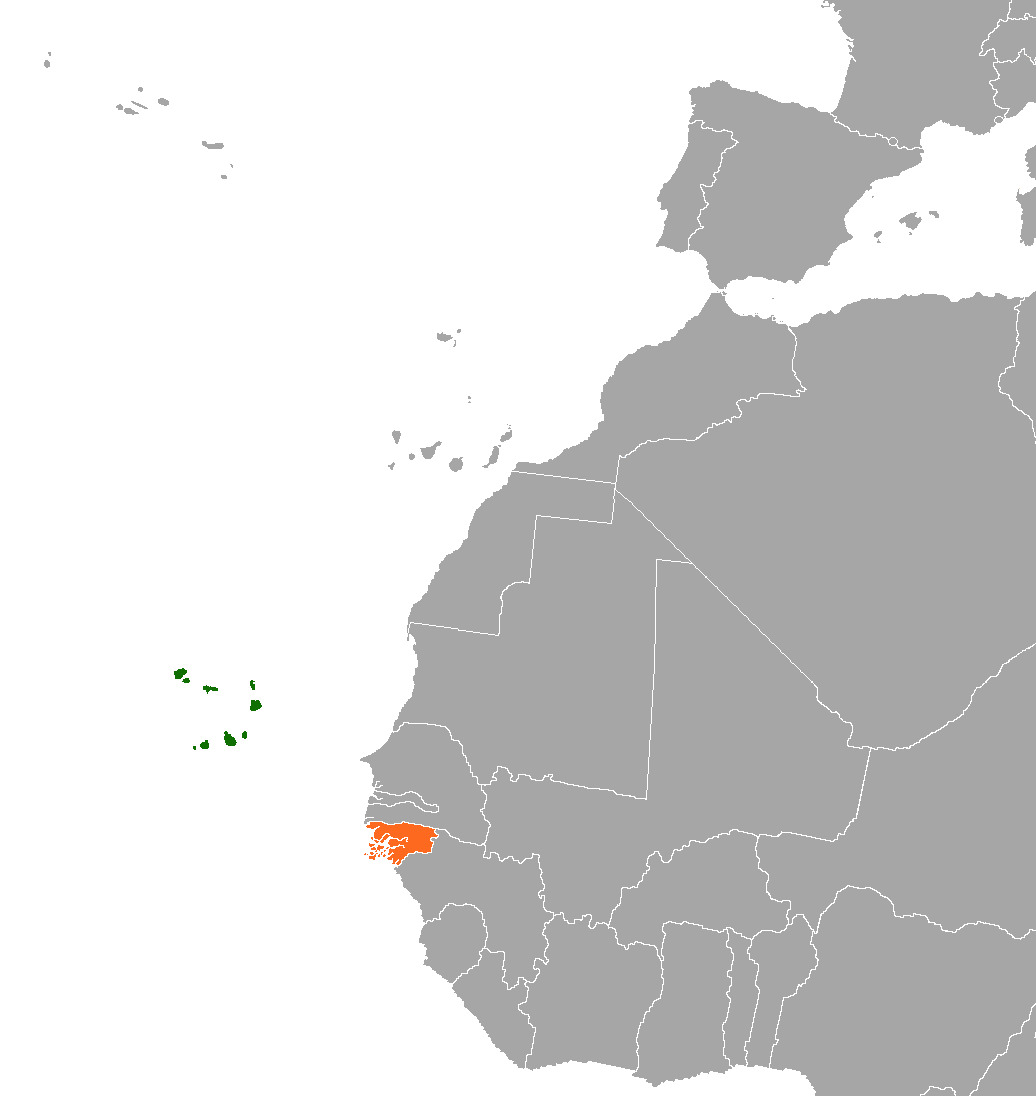
Carte indiquant les emplacements de la Guinée Bissau (orange) et du Cap Vert (vert).

Le coup d'État entraîne l'abandon du projet d'unification de la Guinée-Bissau avec le Cap-Vert, un autre pays lusophone d'Afrique de l'Ouest.
Avant le coup d'État, l'unification était inscrite dans les constitutions des deux pays et le parti PAIGC (le seul parti légal au pouvoir dans les deux pays) les considérait comme des "républiques sœurs" avec "deux corps avec un seul cœur", et les pays avaient des drapeaux presque identiques et partageaient le même hymne national,.
Les élites du Cap-Vert s'opposent  à l'unification. Finalement João Bernardo Vieira renverse le gouvernement du président Cabral (lui-même d'origine cap-verdienne ) en Guinée-Bissau.
Ceci se déroule lors d'un coup d'État sans effusion de sang, que les premiers rapports  ont attribué à des conflits raciaux entre la population noire de Guinée-Bissau et la population « étrangère » mulâtre (métisse) du Cap-Vert, qu'incarnait Cabral,l.
Le coup d'État conduit à la séparation du Cap-Vert le 20 janvier 1981,. La branche capverdienne du parti PAIGC s'est séparée et a formé le nouveau parti PAICV sous la direction d'Aristides Pereira, président du Cap-Vert et ancien secrétaire général du PAIGC.

Drapeau de la Guinée-Bissau.
Drapeau du Cap-Vert, utilisé jusqu'en 1992.